# Deploying Renewables 2011
Deploying Renewables 2011: Best and Future Policy Practice est un livre publié en 2011 par l'Agence internationale de l'énergie. Le livre analyse les récents succès des énergies renouvelables, qui représentent désormais près d'un cinquième de toute l'électricité produite dans le monde, et explique comment les pays peuvent tirer le meilleur parti de cette croissance pour réaliser un avenir énergétique durable. 
Le livre indique que la commercialisation des énergies renouvelables doit être accélérée, en particulier compte tenu de l'appétit croissant du monde pour l'énergie et de la nécessité de répondre à cette demande plus efficacement et avec des sources d'énergie à faible émission de carbone. L'énergie éolienne et d'autres sources d'énergie renouvelables offrent un grand potentiel pour résoudre les problèmes de sécurité et de durabilité énergétiques,.
Cette analyse met à jour et élargit Deploying Renewables: Principles for Effective Policies, publié par l'AIE en 2008, à la lumière des événements et des tendances des cinq dernières années. Il « étend également l'analyse à un plus large éventail de pays au-delà des pays de l'OCDE et des BRICS, en se concentrant sur 56 pays représentatifs de chaque région du monde ».